# Xuất huyết dưới màng nhện
Xuất huyết dưới màng nhện (SAH) là việc chảy máu vào khoang dưới màng nhện -  khu vực giữa màng màng nhện và màng bao quanh não. Các triệu chứng có thể bao gồm đau đầu dữ dội khi khởi phát nhanh, nôn mửa, giảm ý thức, sốt và đôi khi co giật. Cứng cổ hoặc đau cổ cũng tương đối phổ biến. Trong khoảng một phần tư số người bị chảy máu nhỏ với các triệu chứng được giải quyết xảy ra trong vòng một tháng sau khi bị chảy máu lớn hơn.
SAH có thể xảy ra do chấn thương đầu hoặc tự phát, thường là do phình vỡ động mạch não. Các yếu tố nguy cơ đối với các trường hợp tự phát bao gồm huyết áp cao, hút thuốc, tiền sử gia đình, nghiện rượu và sử dụng cocaine. Nói chung, chẩn đoán có thể được xác định bằng chụp cắt lớp vi tính đầu nếu được thực hiện trong vòng sáu giờ kể từ khi khởi phát triệu chứng. Thỉnh thoảng xét nghiệm chọc dò thắt lưng cũng được yêu cầu. Sau khi xác nhận các xét nghiệm tiếp theo thường được thực hiện để xác định nguyên nhân cơ bản.
Điều trị bằng phẫu thuật thần kinh kịp thời hoặc can thiệp bằng phương pháp X quang. Các loại thuốc như labetol có thể được yêu cầu để giảm huyết áp cho đến khi sửa chữa có thể xảy ra. Nỗ lực để điều trị sốt cũng được khuyến khích. Nimodipine, một thuốc chẹn kênh calci, thường được sử dụng để ngăn ngừa co thắt mạch máu. Sử dụng thuốc thường xuyên để ngăn ngừa co giật thêm là lợi ích không rõ ràng. Gần một nửa số người bị SAH do chứng phình động mạch cơ bản chết trong vòng 30 ngày và khoảng một phần ba sống sót có vấn đề đang diễn ra. 10-15 phần trăm bệnh nhân chết trước khi đến bệnh viện.
SAH tự phát xảy ra ở khoảng một trên 10.000 người mỗi năm. Nữ giới thường bị ảnh hưởng nhiều hơn nam giới. Trong khi nó trở nên phổ biến hơn với tuổi tác, khoảng 50% những người có mặt dưới 55 tuổi. Đây là một dạng của đột quỵ và bao gồm khoảng 5 phần trăm của tất cả các đột quỵ. Phẫu thuật cho phình động mạch đã được giới thiệu vào những năm 1930. Từ những năm 1990, nhiều chứng phình động mạch được điều trị bằng một thủ thuật ít xâm lấn hơn gọi là cuộn nội mạch, được thực hiện thông qua một mạch máu lớn.